# الكلية (رداع)

تعديل مصدري - تعديل

حارة الكلية هي إحدى حارات مدينة رداع أحد مدن محافظة البيضاء، بلغ تعداد سكانها 276 نسمة حسب تعداد اليمن لعام 2004.